# Borovi, Jovkva
Borovi (în ucraineană Борові) este un sat în comuna Zamociok din raionul Jovkva, regiunea Liov, Ucraina.

## Demografie
Componența lingvistică a localității Borovi
     Ucraineană (100%)
Conform recensământului din 2001, toată populația localității Borovi era vorbitoare de ucraineană (100%).